# Hygienartikel

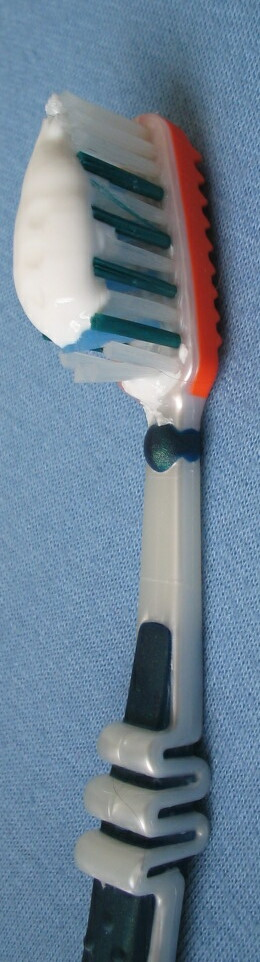
Tandborste är ett exempel på en hygienartikel.

Hygienartiklar, hygienprodukter, är föremål som används till vardags för att hålla kroppen frisk, ren och attraktiv.
De är nära besläktade med skönhetsartiklar och sjukvårdsartiklar.

## Exempel på hygienartiklar
- inkontinensskydd
- tvål
- schampo
- balsam
- deodorant
- tandkräm
- tandborste
- tandtråd
- mensskydd